# كنيسة مارمينا (القاهرة)

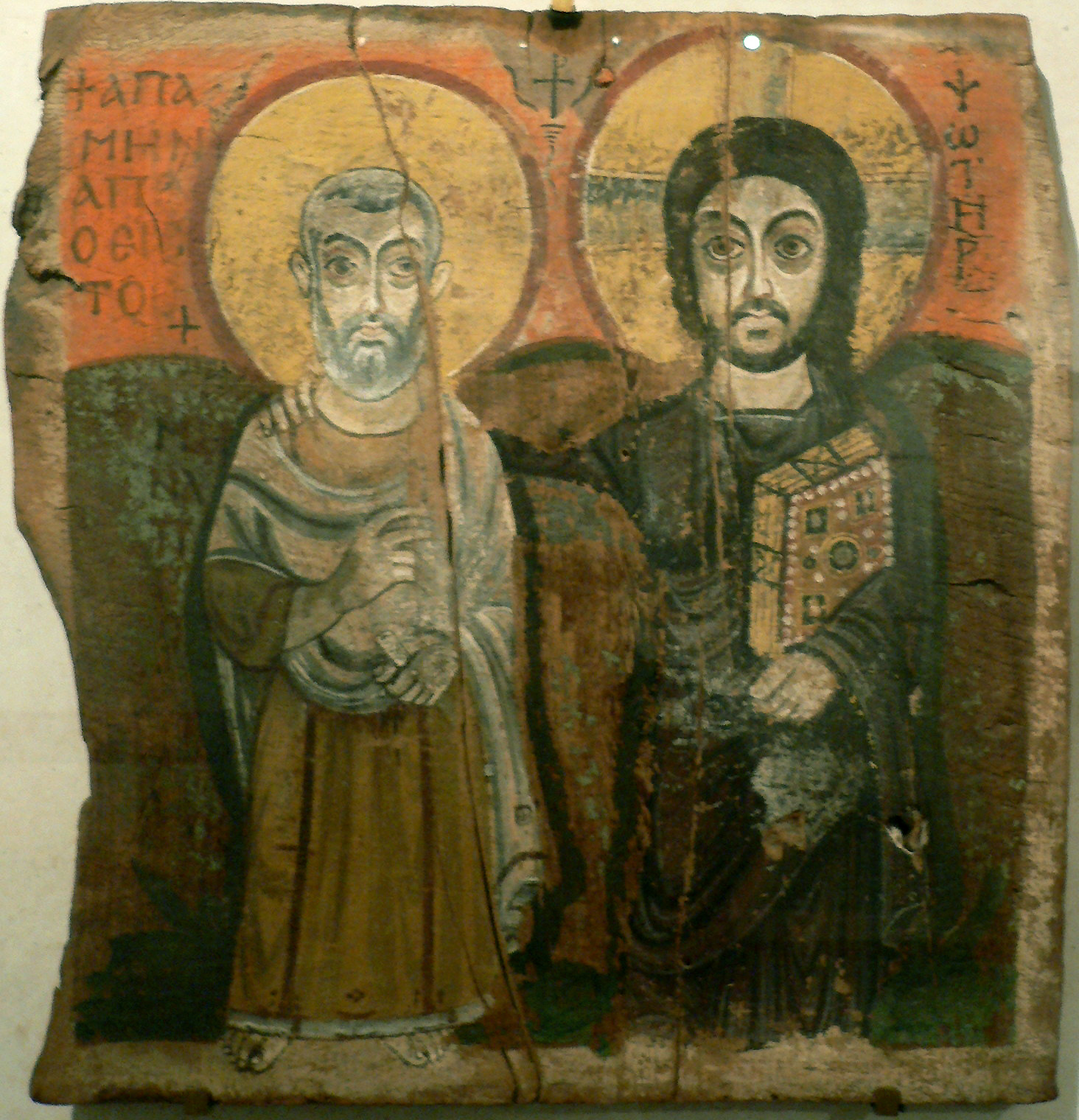
المسيح والقديس مينا، أيقونة قبطية من القرن السادس، متحف اللوفر

كنيسة مارمينا هي كنيسة قبطية أرثوذكسية بالقرب من القاهرة القبطية وهي واحدة من أقدم الكنائس القبطية في مصر، ويعود تاريخها إلى القرن السادس.

## الأهمية الجغرافية
كنيسة مار مينا تقع على الطرف الشمالي من القاهرة القبطية، وتقع في منطقة فم الخليج fomm el-ḵalīg إلى الشمال من القناة الرومانية وحصن بابليون الشهير، عند مقبرة مسيحية في الطرف الشمالي من مصر القديمة.
فم الخليج من الناحية الفنية شمال مصر القديمة، ومع ذلك، فإن الكنيسة لا تزال تحت أبرشية كنائس مصر القديمة والمنيل وفم الخليج.
يُعرف فم الخليج أيضًا باسم الحمراء. تشمل أبرشية كنائس مصر القديمة والمنيل وفم الخليج، الحمراء وكذلك القاهرة القبطية. لا تزال كنيسة مار مينا قريبة جدًا من الكنائس القديمة في مصر القديمة، ومن المحتمل أن تكون أول كنيسة قبطية أرثوذكسية في القاهرة بخلاف العديد من الكنائس التي كانت جميعها في منطقة مصر القديمة في ذلك الوقت. وجود الكنيسة ليس الدليل الوحيد على الوجود السابق للمسيحية القبطية الأرثوذكسية في القاهرة خارج المدينة القديمة (كونها قريبة من الطرف الشمالي للمنطقة)، ولكن الكنيسة أيضًا واحدة من الكنائس القليلة الباقية وبها قطع كثيرة من العمارة القبطية التي لا تزال قائمة الي هذا اليوم.

## تاريخ
كنيسة مار مينا مصنفة في موقع التراث العالمي لليونسكو باسم أبو مينا كأحد أفضل العناصر المعمارية المعروفة التي سميت باسم مار مينا. بعد أن تم تأسيسها في القرن السادس، فهي أيضًا واحدة من أقدم الكنائس في مصر. في القرن الثامن قيل إن كنيسة صين هُدمت في عهد الخليفة هشام بن عبد الملك بن مروان وأعيد بناؤها بعد ذلك بوقت قصير.
في عام 1164 م، تم ترميم الكنيسة مرة أخرى. شيدت اعمدة حجرية لغرض استبدال الأعمدة الرخامية. هذه الأعمدة الحجرية نفسها، التي لا تزال موجودة الي اليوم، تفصل صحن الكنيسة عن الممرات بستة على كل جانب. 

## الكنيسة اليوم
اليوم، بقيت أقسام فقط من المذبح المركزي والجدار الخارجي من مبنى الكنيسة في القرن الثامن. تنقسم الكنيسة إلى العديد من المذابح وصحن الكنيسة والممرات.
يمكن للسياح مشاهدة صور الكتاب المقدس القبطي من جدران الكنيسة. يبلغ حجم المبنى الحالي حوالي 20.5 × 15 مترًا ويبلغ ارتفاعه 13.5 مترًا.
كانت رفات مارمينا محفوظة في السابق في هذه الكنيسة، ولكن تم نقل معظم هذه الرفات إلى دير مار مينا الشهير بمريوط (بالقرب من الإسكندرية) في عام 1962. الجزء المتبقي من الرفات حفظ في رواق الكنيسة. في الجزء الجنوبي مزار يحتوي على عدد من الأيقونات الجميلة المطرزة على الطراز القبطي.